# Pillsbury Company
Pillsbury é uma companhia alimentícia originada nos Estados Unidos da América com sede em Minneapolis, Minnesota. A Pillsburry é uma das marcas da General Mills and Orrville com base em Ohio. Historicamente a Pillsburry foi uma rival da General Mills e também foi um dos maiores produtores de grãos e outros produtos alimentícios até ser incorporada pela General Mills em 2001. A lei contra a concentração de mercado (anti-trust) obrigou a General Mills vender alguns de seus produtos e ela manteve os direitos sobre os produtos refrigerados e congelados da Pillsburry, enquanto os demais produtos são vendidos atualmente pela Smucker sob autorização.
No Brasil a Pillsburry incorporou a Forno de Minas em 2001, que agora passa a ser da General Mills, uma vez que os pães-de-queijo congelados estão dentro das linhas de produtos da Pillsburry.